# Pre-Indo-Europees substraat van het Germaans
De hypothese dat het Germaans een voor-Indo-Europees substraat heeft, is een poging de opmerkelijke plaats te verklaren die de Germaanse talen binnen het verband van de Indo-Europese talen innemen.
De theorie is zeker niet algemeen aanvaard. In het kort komt deze erop neer dat het Germaans ontstaan zou zijn in een proces van creolisatie tussen sprekers van een Indo-Europees dialect en sprekers van een oudere voor-Indo-Europese taal. Germaans zou zo een contacttaal zijn met een substraat van voor-Indo-Europese herkomst. De culturele en etnische identiteit van de sprekers van de veronderstelde voor-IE-substraattaal blijft onderwerp van academische discussie en onderzoek. Voorname kandidaten voor de substraatcultuur zijn de Ertebøllecultuur, trechterbekercultuur en de bandkeramische cultuur.

## Voor-Indo-Europese invloed
De Germanist John A. Hawkins voerde argumenten aan voor het bestaan van een voor-IE-substraattaal in het Germaans. Hij stelde dat de proto-Germanen een voor-Indo-Europees volk ontmoetten en veel zaken uit hun taal overnamen. Hij verklaarde de eerste Germaanse klankverschuiving uit de poging van de voor-IE-bevolking een taal te spreken die voor haar lastig te leren was omdat er voor haar vreemde klanken in voorkwamen.
De aanhangers van deze theorie noemen de veronderstelde voor-IE-taal soms Volkisch of Oud-Europees, maar een algemeen aanvaarde term is er niet. Van het woord volk wordt door hen aangenomen dat het van voor-IE-herkomst is.

### Woorden die niet uit het PIE zouden stammen
Hawkins stelde dat meer dan een derde van de Germaanse woordenschat niet op het Proto-Indo-Europees (PIE) terug te voeren is en wees op de veronderstelde substraattaal als de bron van herkomst. Hier gaat het vooral om woorden uit bereiken van het leven die voor de Indo-Europeanen nieuw waren, bijvoorbeeld alles wat met zeevaart te maken had, maar ook de namen van dieren en vissen, wapens en termen uit de landbouw.
Een aantal Nederlandse woorden die volgens Hawkins van voor-Indo-Europese oorsprong zijn:
| Zeevaart       | zee, schip, strand, eb, stuur, zeil, noord, zuid, oost, west |
| Oorlogsvoering | zwaard, schild, helm, boog                                   |
| Dieren/vissen  | karper, aal, kalf, lam, beer                                 |
| Gemeenschap    | koning, knecht, ding                                         |
| Diversen       | drink, loop, been, wijf                                      |